# Jean Riolan
Jean Riolan (Amiens, 1539 – 1605) è stato un medico francese.

Generalis methodus medendi, 1580

Insegnò anatomia e medicina alla facoltà di medicina di Parigi fin dal 1586, opponendosi con Gui Patin alle tesi di William Harvey sulla circolazione sanguigna. Jean Riolan (1577–1657) è suo figlio.

## Opere
- (LA) Jean Riolan, Generalis methodus medendi, Parisiis, in Clauso Brunello apud Thomam Brumennium, 1580.